# 伺服機構

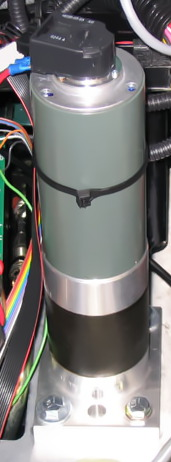
工業用伺服馬達，灰綠色部份為直流無刷馬達，下方黑色部份為行星減速齿輪，上方黑色部份為可提供位置回授的旋轉編碼器

伺服機構（servomechanism）係指經由閉迴路控制方式達到一個機械系統位置、速度、或加速度控制的系統。

## 發展歷史
伺服機構理論（servomechansim theory）起源於二次世界大戰期間，美軍為了發展具有自動控制功能的雷達追蹤系統，委託了麻省理工學院發展控制機械系統的閉迴路控制技術，以強化火控系統的精準度，此一發展奠定了後來伺服機構理論的基礎。而微處理器及積體電路的不斷進化，不僅帶動了資訊產業的發展，也間接帶動了伺服驅動技術的發展。

## 構造
一個伺服系統的構成通常包含受控體（plant）、致動器（actuator）、傳感器（sensor）、控制器（controller）等幾個部分。受控體係指被控制的物件，例如一個機械手臂，或是一個機械工作平台。致動器的功能在於主要提供受控體的動力，可能以氣壓、油壓、或是電力驅動的方式呈現，若是採用油壓驅動方式，則為油壓伺服系統。目前絕大多數的伺服系統採用電力驅動方式，致動器包含了馬達與功率放大器，例如應用於伺服系統的特別設計馬達稱之為伺服馬達（servo motor），其裝置內含位置回授裝置，如光電編碼器（optical encoder）或是解角器（resolver）。一個傳統伺服機構系統的組成，伺服驅動器主要包含功率放大器與伺服控制器。
以伺服馬達為例，其伺服控制器通常包含速度控制器與扭矩控制器，馬達通常提供類比式的速度回授信號，控制界面採用±10V的類比訊號，經由外迴路的類比命令，可直接控制馬達的轉速或扭矩。採用這種伺服驅動器，通常必須再加上一個位置控制器（position controller），才能完成位置控制。
目前主要應用於工業界的伺服馬達包括直流伺服馬達、永磁交流伺服馬達、與感應交流伺服馬達，其中又以永磁交流伺服馬達佔絕大多數。控制器的功能在於提供整個伺服系統的閉路控制，如扭矩控制、速度控制、與位置控制等。目前一般工業用伺服驅動器（servo drive）通常包含了控制器與功率放大器。伺服驅動器包含了伺服控制器與功率放大器，伺服馬達提供解析度的光電編碼器回授信號。

### 多軸運動控制系統
精密伺服系統多應用於多軸運動控制系統，如工業機器人、工具機、電子零件組裝系統、PCB自動插件機、PCB鑽孔機等等。
工作物件的位置控制可藉由平台的移動來達成，平台位置的偵測有兩種方式，一種是藉由伺服馬達本身所安裝的光電編碼器，由於是以間接的方式回授工作物件的位置，再藉由閉迴路控制達到位置控制的目的，因此也稱之為間接位置控制（indirect position control）。另一種方式是直接將位置感測元件安裝在平台上，如光學尺、雷射位置感測計等等，直接回授工作物件的位置，再藉由閉迴路控制達到位置控制的目的，稱之為直接位置控制（direct position control）。一個多軸運動控制系統由高階的運動控制器（motion controller）與低階的伺服驅動器（servo drive）所組成，運動控制器負責運動控制命令解碼、各個位置控制軸彼此間的相對運動、加減速輪廓控制等等，其主要關鍵在於降低整體系統運動控制的路徑誤差；伺服驅動器負責伺服馬達的位置控制，主要關鍵在於降低伺服軸的追隨誤差。一個雙軸運動控制系統在一般的情況下x-軸與y-軸的動態響應特性會有相當大的差異，在高速輪廓控制時（contouring control），會造成顯著的誤差，因此必須設計一個運動控制器以整體考量的觀點解決此一問題。

### 網路分散式伺服系統
隨著網路通訊技術的進步，採用即時網路通訊技術的伺服系統也隨之發展，利用SERCOS即時通訊網路技術（real-time network communication）所發展的網路控制分散式伺服系統，目前已有多種採用不同通訊協定的分散式運動控制系統，如SERCOS、Real-Time Ethernet、Real-Time CAN bus。應用高速網路技術於分散式伺服系統有許多優點，諸如更靈活的系統應用、更佳的系統整合控制效果等等。

### 環狀多回路控制架構
一個實際的伺服系統通常採用環狀多迴路控制架構。此種控制架構，具有先天的解耦控制效果，可以分層負責的完成一個伺服系統中所需要的位置、速度、加速度控制。

## 伺服技術

### 伺服系統整合技術
伺服系統具有綜效技術（synergy technology）的本質。伺服系統設計必須整合多項關鍵技術，如自動控制、運動控制、數位控制、馬達控制、電力電子、微處理器軟硬體設計等等，伺服系統設計工程師必須針對系統的應用需求，整合多項不同的技術，而此一系統整合的特質，會隨著微電子技術的進展，更明顯的以『即時多工韌體控制技術』的方式呈現。

### 數位伺服控制技術
隨著高性能微處理器、數位信號處理器的發展，數位伺服控制技術已成為工業伺服系統的主流。

### DSP數位伺服控制技術
數字信號處理器（DSP）可視為一個具有強大計算能力的微處理器，舉凡微處理器可以應用的場合，如需要更快速的計算能力，則可考慮使用DSP。但值得注意的是，單晶片微控器（microcontroller）已廣泛應用於工業控制領域，其關鍵主要在於完整的I/O界面，而一般的DSP並不具備這些功能。但近年來，已發展出特別針對伺服馬達控制的單晶片DSP控制器，例如德州儀器的TMS320F24xx、TMS320F2812等等，不僅計算性能強大、具備馬達控制所需要的I/O界面，同時價格也相當便宜，因此直接帶動了以DSP為核心的DSP數位馬達控制技術的發展。

### 電腦輔助伺服系統設計
由於伺服系統設計包含多項不同技術的整合，也使得其設計過程顯得更為複雜。因此利用電腦輔助設計與即時線上控制模擬成為現代伺服系統設計重要的方法。

## 實務問題
一個現代的伺服系統的設計包含了機械設計、馬達控制、電力電子、伺服控制、運動控制、程式設計、網路通訊協定、雜訊防制、實務應用等技術與經驗，其核心技術在於整合微電子與電力電子技術實現伺服控制技術。
一些重要的實務設計考量包括： 
- 高解析度光電編碼器的介面電路設計
- 如何從增量回授信號計算轉速？
- 伺服系統的頻寬要求
- 功率放大器電壓輸出與電流輸出對伺服系統頻寬所造成的限制
- 數位伺服系統採用定點（整數）或是浮點運算？
- 控制迴路取樣頻率的選擇？
- 電流回授信號的的取樣方式與ADC轉換器（analog-to-digital converter）的解析度要求為何？

## 未來發展
任何动体都需要控制，電力驅動仍將是未來主要的驅動方式，隨著微機電系統、電力電子、網路通訊技術的發展，各種形式的微型馬達將可以通过有線或無線的網路通訊技術予以連接，伺服技術將進一步結合微電子與電力電子技術以韌體控制的方式呈現，伺服技術的發展也將向單晶片控制、智慧控制、網路連線的方向發展。未來智慧型電子寵物、家庭機器人的市場需求，將進一步促進伺服技術的發展，具有網路介面的智慧型伺服控制晶片是一個值得投入研發的領域。

## 外部連結
- Rane Pro Audio Reference definition of "servo-loop"
- Seattle Robotics Society's "What is a Servo?"（页面存档备份，存于）
- Community-based project for creating a low-cost digital servo
- Servo Tutorial for Robotics（页面存档备份，存于）
- Tutorial on how to modify a servo for full 360 degree rotation（页面存档备份，存于）